# Desert Call
Desert Call ist das zweite Studioalbum der Progressive-Metal-Band Myrath. Es wurde am 25. Januar 2010 in Europa durch XIII Bis Records veröffentlicht, am 26. Januar 2010 durch Nightmare Records auch weltweit.

## Entstehungsgeschichte
Die Arbeiten zum Album begannen nach dem Einstieg des neuen Sängers Zaher Zorgati, der Tarek Idouani ersetzte. Im Gegensatz zu seinem Vorgänger verfügt er über einen sanfteren Gesang, so dass die neuen Lieder diesem angepasst wurden. Musikalisch wurde der Progressive Metal von Myrath um arabische Einflüsse und orchestrale Passagen erweitert. Dazu wurden verschiedene Session-Musiker verpflichtet, die einige Flöten und das traditionelle, tunesische Darbouka einspielten.
Das Album wurde im November 2008 in einem Studio in Tunis aufgenommen und von Kevin Codfert, Keyboarder der Band Adagio, produziert. Da Myrath zu dieser Zeit keinen Plattenvertrag hatten, verzögerte sich die Veröffentlichung um etwa ein Jahr. Erst im Juni 2009 unterschrieb die Band bei dem französischen Label XIII Bis Records, einem Sublabel von Sony Music, das das Album in Europa vertreibt. Der weltweite Vertrieb des Albums erfolgt über das US-amerikanische Label Nightmare Records.
Sämtliche Texte wurden von Aymen Jaouadi, einem Freund der Band, erstellt. Dieser ließ sich von der fertigen Musik inspirieren und schrieb dann die Texte, die vor allem gesellschaftliche Themen behandeln.
Das von XIII Bis Records veröffentlichte Album enthält mit Forever and a Day ein Lied, das teilweise in Arabisch gesungen wird. Das von Nightmare Records veröffentlichte Album enthält Forever and a Day ausschließlich in englischer Sprache.
Vor der Veröffentlichung erschien auf der Myspace-Präsenz der Gruppe das Lied Forever and a Day als Audiodatei und als Video-Trailer.

## Titelliste
1. Forever and a Day – 5:41
2. Tempests of Sorrows – 4:42
3. Desert Call – 7:00
4. Madness – 6:18
5. Silent Cries – 10:48
6. Memories – 4:53
7. Ironic Destiny – 5:44
8. No Turning Back – 5:38
9. Empty World – 7:06
10. Shockwave – 7:15

Die Gesamtlaufzeit des Albums beträgt 65:02 Minuten.
Auf der nordamerikanischen Version gibt es einen Bonus-Track namens Hard Times.

## Veröffentlichungshistorie
| Region   | Datum           | Label             | Format       | Katalog # |
| -------- | --------------- | ----------------- | ------------ | --------- |
| Europa   | 25. Januar 2010 | XIII Bis Records  | Compact Disc |           |
| Weltweit | 26. Januar 2010 | Nightmare Records | Compact Disc | NMR-542   |

## Rezeption
Das Album erhielt gute Kritiken. Darunter waren 8 von 10 Punkten im Rock Hard Nr. 277 und 6 von 7 Punkten in der Metal Hammer Ausgabe 06/10.
Chris P. bei Musikreviews.de lobt die seiner Meinung nach nicht aufgesetzten orientalischen Anteile und deshalb exotischen Musikinstrumente und schreibt abschließend: „„Desert Call“ ist in Sachen Songwriting ein beeindruckend vielschichtiges, ideenreiches Stück Musik geworden, bei dem man sich nach fast dreiundsiebzig Minuten wundert, dass es das schon gewesen sein soll.“
Marc Langels von Hooked on Music schreibt: „Als Fazit bleibt nur festzuhalten, dass MYRATH eine wirkliche Bereicherung für die gesamte internationale Musikwelt sind.“